# Athetis placida
Athetis placida är en fjärilsart som beskrevs av Moore 1884. Athetis placida ingår i släktet Athetis och familjen nattflyn. Inga underarter finns listade i Catalogue of Life.